# 水上則安
水上 則安（みずかみ のりやす、1947年10月6日 - ）は、日本の長距離走選手である。
1975年モントリオールプレ五輪マラソンに優勝。  
翌年、1976年モントリオールオリンピックでマラソンに出場した。  

## 参照資料
1. ↑  “Noriyasu Mizukami Olympic Results”.  Sports Reference LLC. 2020年4月17日時点のオリジナルよりアーカイブ。2017年5月11日閲覧。